# Justicia pycnophylla
Justicia pycnophylla är en akantusväxtart som beskrevs av Gustav Lindau. Justicia pycnophylla ingår i släktet Justicia och familjen akantusväxter. Inga underarter finns listade i Catalogue of Life.